# Île aux Cerfs
Die Île aux Cerfs [il o sɛʁ] (wörtlich übersetzt „Hirscheninsel“) ist eine 87 Hektar große Insel östlich von Mauritius im Indischen Ozean gelegen.

## Lage
Sie befindet sich in der größten Lagune Mauritius unweit der Küstenortschaft Trou d’Eau Douce und gehört zum Distrikt Flacq. Sie liegt innerhalb des Korallenriffs, das weite Teile Mauritius umgibt.

## Namensherkunft
Ihren Namen erhielt die Insel von den Sambar-Hirschen, auch Java-Hirsch genannt, die niederländische Siedler zu Beginn des 17. Jahrhunderts zur Jagd einführten und auswilderten, um die Versorgung mit Fleisch zu gewährleisten. Inzwischen gibt es keine Hirsche mehr auf der Insel.

## Flora und Fauna
Die Vegetation ist geprägt von schachtelhalmblättrigen Kasuarinen und Palmen sowie Mangroven. Außerhalb der gekennzeichneten Badebuchten sind Seeigel anzutreffen.

## Aktuelle Situation
Die Insel ist unbewohnt, befindet sich in Regierungsbesitz und ist von der Hauptinsel Mauritius nur per Boot zu erreichen. Die Île aux Cerfs ist mit ihren feinen weißen Sandstränden bei Touristen und Einheimischen gleichermaßen als Badeort sehr beliebt. 800 bis 1000 Gäste besuchen die Insel täglich. Durch den Tourismus auf der Île aux Cerfs werden jährlich Einnahmen in Höhe von umgerechnet rund zehn Millionen Euro erwirtschaftet.
Neben öffentlichen Duschen und Toiletten sind auf der Insel drei Restaurants zu finden. Eines davon wurde auf dem höchsten Punkt der Insel errichtet. Zudem wird eine große Auswahl an Wassersport geboten. Auf der Insel befindet sich ein 18-Loch-Par-72-Championship-Golfplatz, der vom deutschen Profi-Golfer Bernhard Langer konzipiert worden ist. Die Restaurants und der Golfplatz wurden von der Hotelgruppe Sun Resort Ltd. erbaut, die die Insel von der Regierung geleast hat.

## Geschichte
Die touristische Erschließung der Insel begann um 1985.
Der Golfplatz wurde ab 1998 von der Hotelgruppe Sun Resort Ltd. gegen Proteste von Politikern und Umweltschützern errichtet. Der Minister für Tourismus sprach sich indes für den Bau des Golfplatzes aus. Der Golfplatz umfasst eine Fläche von 40 Hektar, wovon 20 Hektar für den Bau gerodet werden mussten. Kritikern zufolge wurde bei der Planung des Golfplatzes der Einfluss auf Erosion,  Verdrängung endemischer Vegetation, Frischwasserbedarf sowie der Einsatz von Pestiziden nicht hinreichend berücksichtigt.
Anfang der 2000er Jahre wurde wenig Rücksicht auf Flora und Fauna der Insel genommen, als noch zahlreiche unlizenzierte Touristenführer unzählige Besucher auf die Insel brachten. Daraufhin verabschiedete die Mauritius Tourism Promotion Authority verschiedene Regeln zur Erhaltung der Umwelt. Die Île aux Cerfs übernahm dabei die Rolle eines Versuchsprojekts, welches kurz nach Ostern 2011 mit einer zweitägigen Schließung der Insel endete. Seither ist es mit Ausnahme einer der Inselteile untersagt zu grillen oder offenes Feuer zu entzünden. Zudem dürfen keine weiteren Gebäude errichtet werden und ausschließlich lizenzierte Touristenführer dürfen die Insel ansteuern.